# Saint-Martin-d’Hardinghem
Saint-Martin-d’Hardinghem település Franciaországban, Pas-de-Calais megyében. Lakosainak száma 267 fő (2022. január 1.). Saint-Martin-d’Hardinghem Merck-Saint-Liévin, Fauquembergues, Audincthun, Avroult, Dohem és Thiembronne községekkel határos.

## Népesség
A település népessége az elmúlt években az alábbi módon változott:
| Lakosok száma | 288  | 284  | 287  | 286  | 282  | 279  | 275  | 270  | 267  |
|               | 2013 | 2015 | 2016 | 2017 | 2018 | 2019 | 2020 | 2021 | 2022 |